# Уинтер, Уильям
Уильям Уинтер (англ. William Winter; 11 сентября 1898, Медстед близ Олтона, графство Гэмпшир — 19 декабря 1955, Лондон) — английский шахматист; международный мастер (1950). Шахматный литератор; редактор шахматных отделов газет «Дейли уоркер» и «Манчестер гардиан», шахматного бюллетеня Общества культурных связей с СССР. Преподаватель.
В 1920—1930-е годах один из сильнейших шахматистов Англии: победитель национальных чемпионатов (1935, 1936). В составе команды Англии участник 4 олимпиад (1930—1935).
Лучшие результаты в международных соревнованиях: Лондон (1927) — 6-7-е (с Р. Рети); Лодзь (1935) — 5-6-е места. Внёс вклад в развитие связей между шахматистами Великобритании и СССР.

## Книги
- Modern master-play, L.f 1929 (соавтор);
- Chess for match players, L., 1936;
- Kings of chess, N. Y., 1966.